# Churchillova bílá kniha

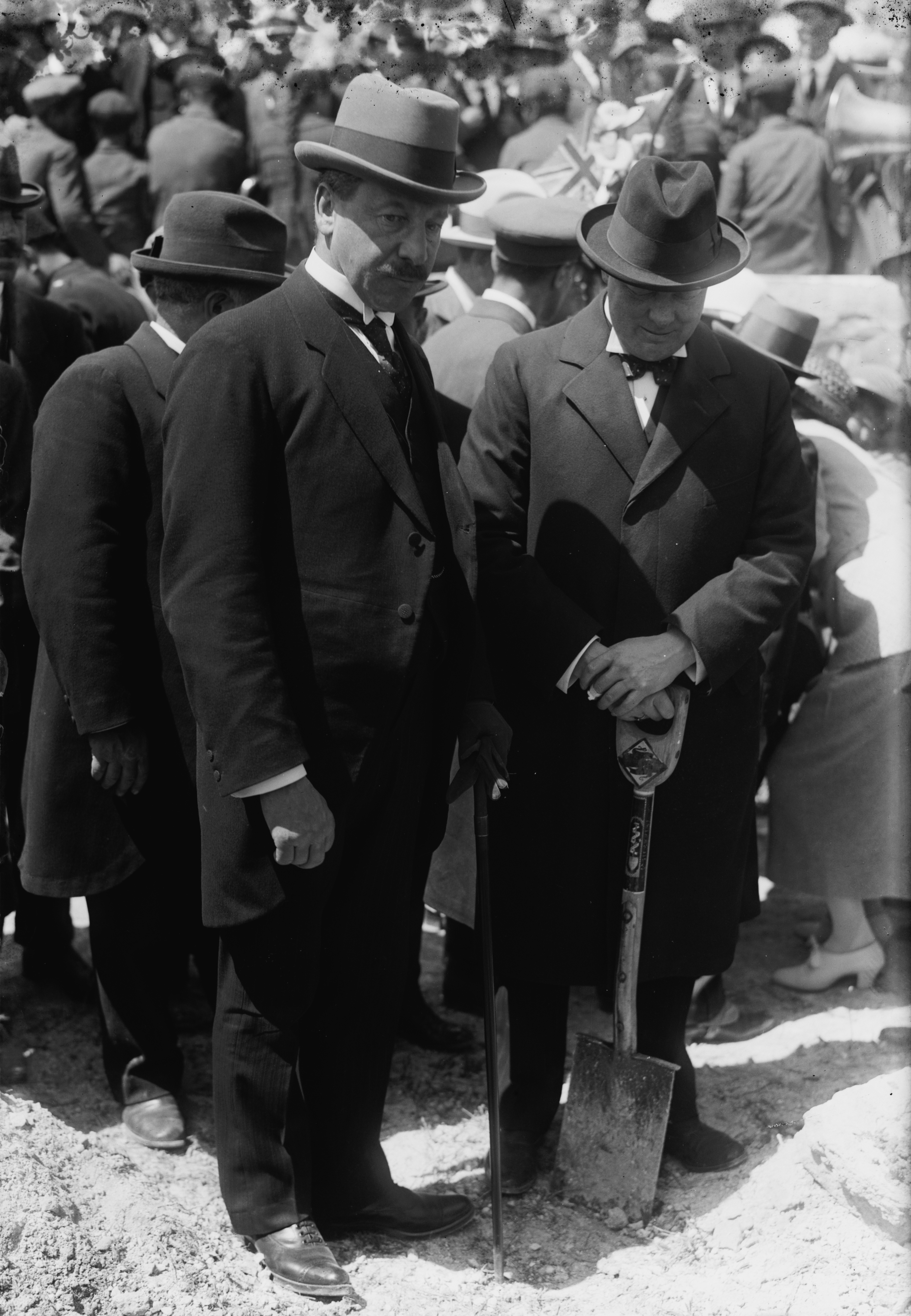
Ministr kolonií Winston Churchill a vysoký komisař britského mandátu Herbert Samuel v Palestině

Churchillova bílá kniha (anglicky: Churchill White Paper), někdy též Churchillova bílá listina, bylo prohlášení britské politiky z 3. června 1922, které se vztahuje k budoucímu uspořádání Palestiny. Spojené království v tomto dokumentu rovněž mimo jiné upřesňovalo, jak vnímá Balfourovu deklaraci z roku 1917 (ta totiž mimo jiné obsahovala prohlášení: „Vláda Jeho Veličenstva pohlíží příznivě na zřízení národní domoviny židovského lidu v Palestině…“).
Tato bílá kniha Židům potvrdila nárok na zřízení národního státu v Palestině a zdůraznila, že Židé jsou v Palestině „právem a nikoli z útrpnosti.“ Odmítala však sionistickou představu o čistě židovském státu a omezila židovské přistěhovalectví na „ekonomickou kapacitu země.“ Kromě toho také rozdělila britský mandát podél řeky Jordán a území na východ od ní, označované jako Zajordánsko, svěřila téhož roku hášimovskému králi Abdalláhovi. Pro židovský stát tím bylo omezeno území na západ od řeky Jordán, které představovalo pouhých 22 % původního Mandátu.
Židé britskou bílou knihu neochotně přijali, zatímco Arabové ji odmítli. O necelý měsíc později, 1. července, byla publikována jako oficiální interpretace mandátu.